# 小行星6932
小行星6932  谷川（英語：6932 Tanigawadake）是一颗围绕太阳公转的小行星。1994年12月24日，小林隆男在大泉町发现了此天体，以日本名山之一，谷川岳命名。
这颗小行星的绝对星等为13.8等。